# Коссато
Коссато (італ. Cossato, п'єм. Cossà) — муніципалітет в Італії, у регіоні П'ємонт,  провінція Б'єлла.
Коссато розташоване на відстані близько 540 км на північний захід від Рима, 70 км на північний схід від Турина, 9 км на схід від Б'єлли.
Населення — 14 826 осіб (2014).
Щорічний фестиваль відбувається 15 серпня. Покровителька — Богородиця Небовзята.

## Демографія
Населення за роками:

Станом на 1 січня 2023 року в муніципалітеті офіційно проживали 923 іноземці з 56 країн, серед них 315 громадян країн Євросоюзу та 64 громадяни України.

## Сусідні муніципалітети
- Кандело
- Черрето-Кастелло
- Лессона
- Моттальчіата
- Куаренья
- Строна
- Валле-Сан-Ніколао
- Вальденго